# Сидоровщина (Полтавская область)
Сидоровщина (укр. Сидорівщина) — село,
Белоцерковский сельский совет,
Великобагачанский район,
Полтавская область,
Украина.
Код КОАТУУ — 5320281212. Население по переписи 2001 года составляло 71 человек.

## Географическое положение
Село Сидоровщина находится в 4-х км от правого берега реки Псёл.
Примыкает к сёлу Морозовщина.
По селу протекает пересыхающий ручей с запрудой.
Рядом проходит автомобильная дорога М-03.

## Известные жители
- Сидоренко, Михаил Фёдорович (1902—1989) — советский садовод, селекционер, автор и соавтор 37 сортов персика, директор Мелитопольской опытной станции садоводства, Герой Социалистического Труда (1971).[2]